# Symeon bar Sabba
Symeon bar Sabba, biskup i katolikos Seleucji i Ktezyfontu (cs. Преподобный Симеон Персидский; zm. 17 kwietnia 341) – męczennik chrześcijański, święty Kościoła katolickiego i prawosławnego, patriarcha Seleucji i Ktezyfonu (jako Mar Szymon Barsaba w latach 328/329–341).
Jego pontyfikat przypadł na pierwszy z okresów wielkich prześladowań chrześcijan w Persji. Represje zarządzone były przez szacha Szapura II, była to więc oficjalna polityka dworu. Symeon, wraz z częścią wiernych, padł ich ofiarą. Jest uznawany za świętego przez wiele różnych Kościołów i wyznań chrześcijańskich, także tych nie wywodzących się z Kościoła Wschodu.

## Żywot świętego
Nieznana jest jego dokładna data narodzin, niewiele także wiadomo o rodzinie, poza tym że ojciec Symeona trudnił się wytwarzaniem tkanin. Sam Symeon pojawia się na kartach historii w 316 roku kiedy zostaje mianowany biskupem pomocniczym przez Mar Papę bar Gaggię, który był wtedy biskupem Seleucji- Ktezyfonu. W 317 roku Mar Papa został złożony z urzędu przez synod biskupów a Symeon został wybrany jego następcą. Nie chciał jednak przyjąć tego tytułu aż do śmierci swego poprzednika, która nastąpiła w 328 lub 329 roku.
W czasie jego pontyfikatu doszło do eskalacji konfliktu rzymsko- sasanidzkiego. W jego wyniku chrześcijan żyjących w państwie perskim, ze względu na oficjalne poparcie kościoła przez Konstantyna, zaczęto podejrzewać o sabotaż i szpiegostwo na rzecz Cesarstwa. Podejrzenia te rozpowszechniali często magowie, widzący w Kościele Wschodu zagrożenie dla swoich wpływów. Według niektórych plotek Symeon miał być osobistym szpiegiem samego cesarza.
Szapur chcąc wywrzeć presję na swych chrześcijańskich poddanych podwoił im stawkę podatku, wiedząc że duża część z nich to ludzie ubodzy. Dodatkowo, odpowiedzialnym za zebranie należności ustanowił Symeona. Ten odmówił, tłumacząc: "Nie jestem poborcą podatków, jestem pasterzem owczarni Pana". Szach uznał to za wypowiedzenie posłuszeństwa i rozpoczął prześladowania, które miały dotknąć zwłaszcza duchownych. Jako biskup Seleucji-Ktezyfonu, Symeon został aresztowany i postawiony przed obliczem władcy. Szapur przedstawił mu swoje warunki- miał on wyrzec się chrześcijaństwa a w zamian Szach zapewni bezpieczeństwo jego współwyznawcom. Ultimatum władcy doprowadziło do rozłamu wśród chrześcijan- pojawili się i tacy którzy domagali się od Symeona apostazji. Biskup jednak odmówił i wraz z wieloma innymi duchownymi został deportowany do Suzy.
Tam, według Pasji, szach chcąc zmusić Symeona do wyrzeczenia się wiary nakazał mordować chrześcijan na jego oczach, biskup pozostawał jednak nie ugięty, wobec czego sam został skazany na śmierć i zabity.
Według autora Historii Kościelnej, Hermiasza Sozomema, w czasie całego okresu prześladowań w Persji śmierć miało ponieść 16 000 chrześcijan, liczba ta jednak jest kwestionowana przez historyków, choć nie zaprzeczają oni że prześladowania rzeczywiście miały miejsce- spór dotyczy tylko ich rozmiaru.

## Kult
Wspomnienie liturgiczne Symeona można spotkać w różnych terminach: martyrologia syryjskie wspominały go 14 kwietnia, synaksaria bizantyńskie 17 kwietnia; natomiast Florus, diakon z Lyonu (zm. 860), który dowiedział się o męczeństwie Symeona z lektury Kasjodora, wprowadził go do martyrologiów łacińskich pod dniem 21 kwietnia. Nowe Martyrologium Rzymskie wspomina Symeona w dniu 17 kwietnia.
Kościół prawosławny wspomina świętego odpowiednio 17/30 kwietnia.